# Jackie Chew
John Chew (1920 – 2002) là một cầu thủ bóng đá thi đấu cho Burnley, Bradford City và Darwen. Ông có hơn 200 league lần ra sân cho Burnley, ghi hơn 40 bàn thắng. Ông chỉ thi đấu một mùa giải với Bradford City, ghi 4 bàn trong 36 trận. Chew được xem là có cú sút khó nhất trong giải bóng đá và có một trong những cái chân trái đáng sợ nhất. Ông sinh ra ở Blackburn.